# Épisodes de Training Day
Cet article présente le guide des épisodes de la série télévisée américaine Training Day.

## Généralités
- Aux États-Unis, la saison est diffusée depuis le 2 février 2017 sur le réseau CBS. Après le sixième épisode, la série est déplacée les samedis soirs[1].
- Au Canada, elle est diffusée en simultanée sur le réseau CTV.

## Distribution

### Acteurs principaux
- Bill Paxton : détective Frank Rourke
- Justin Cornwell (en) : détective Kyle Craig
- Katrina Law : détective Rebecca Lee
- Drew Van Acker : Tommy Campbell
- Lex Scott Davis : Alyse Craig
- Julie Benz : Holly McCabe
- Christina Vidal : détective Valeria Chavez
- Marianne Jean-Baptiste : chef députée Joy Lockhart

### Acteurs récurrents et invités
- Emma Caulfield : Lauren (épisode 5)
- Brian Van Holt : Jeff Kullen, mari de Lauren (épisode 5)

## Épisodes

### Épisode 1:Au cœur des ténèbres
- États-Unis /  Canada : 2 février 2017 sur CBS[2] / CTV
- France : 26 octobre 2017 sur Série Club[3]

- États-Unis : 4,73 millions de téléspectateurs[4] (première diffusion)
- Canada : 1,1 million de téléspectateurs[5] (première diffusion + différé 7 jours)

- Gonzalo Menendez (Theroux)
- Devan Long (Blake)
- Noel Gugliemi (Moreno)
- Joaquim DeAlmeida (Menjivar)
- Richard Short (Wikstrom)
- Lindsey J. McKeon (Jen Mitchell)
- Tyler Cook (Walker Rhodes)
- Ceyair Wright (14-year-old Kyle)
- Fred Stoverink (Lt. Allenford)
- Cassius Willis (Billy)
- Bar Paly (Natalie)
- Shannon Merrill Brown (Allen)
- Roel Navarro (Rios)
- Marcelo Olivas (Sicario)
- Sandra Valladares (Mom)

L'officier Kyle Craig du LAPD, sauve la vie d'un enfant et devient un héros. Il se voit confier la mission d'enquêter sur les agissements d'un flic de Los Angeles pas très à cheval sur l’éthique, Franck Rourke et son équipe.
Dès le début, la confrontation entre la jeune recrue et l'officier expérimenté fait des étincelles mais ils vont devoir s'allier afin de contrecarrer une guerre entre barons de la drogue et venger la mort de l'ex-coéquipière de Craig.

### Épisode 2:Les Amazones
- États-Unis /  Canada : 9 février 2017 sur CBS / CTV
- France : 26 octobre 2017 sur Série Club

- États-Unis : 4,44 millions de téléspectateurs[6] (première diffusion)

- Sarah Blades (Haley Burns)
- Lela Rochon Fuqua (Mrs. Craig)
- Tehmina Sunny (Lina Nazarin)
- Sammy Sheik (Farid)
- Raniz Monsef (Hejar)
- Houston Rhines (Nelson Campos)
- Michael Reilly Burke (Robert Burnes)
- Elizabeth Bogush (Judy Burns)
- Christopher Cousins (Ken Patterson)
- Bernard White (Ari Javeed)
- Duane Shepard Sr. (Locksmith)
- Bahram Khosraviani (Suited Man)

### Épisode 3:Partie d'échecs
- États-Unis /  Canada : 16 février 2017 sur CBS / CTV
- France : 26 octobre 2017 sur Série Club

- États-Unis : 3,83 millions de téléspectateurs[7] (première diffusion)

- Bonnie Dennison (Lara)
- Vladimir Kulich (Alexi Koslov)
- Zoran Korach (Vladimir Zinchenko)
- Adam J. Harrington (Rick Quanstrom)
- Joe Guerrero (Sombra)
- Roberto Sanchez (Baron Salva)
- Zach Bostrom (Stephen)
- Tripp Pickell (Bowman)
- Noel Gugliemi (Moreno)
- Matt Laski (Head Bouncer)
- Paul-Mikel Williams (Kid)
- Mariano Mendoza (Bodyguard #1)
- Al-Chan Carrier (7-year-old Girl)

### Épisode 4:Des hommes d'honneur
- États-Unis : 23 février 2017 sur CBS
- Canada : 27 février 2017 sur CTV
- France : 2 novembre 2017 sur Série Club

- États-Unis : 3,62 millions de téléspectateurs[8] (première diffusion)

- Eugene Byrd (Det. Windowski)
- Tim Banning (Det. Baker)
- Cassius Willis (Billy Craig)
- Juliocesar Chavez (Young Carlos Cortez)
- Alicia Sixtos (Paula Cortez)
- Johnny Skourtis (Carlos Cortez)
- Alex Quijano (FBI Agent Noah Boudreau)
- Eddie Shin (Takashi Koh)
- Keith Antone (Me-Corey)
- Martin Takahashi (Karaoke Singer)
- Johnny Wactor (Greg)
- Noel Gugliemi (Moreno)
- Teddy Lane Jr. (Cop #1)
- Taishi Mizuno (Kinpatsu-No)
- Jenson Cheng (Kizu)

### Épisode 5:Coup de grâce
- États-Unis /  Canada : 2 mars 2017 sur CBS / CTV
- France : 2 novembre 2017 sur Série Club

- États-Unis : 4,33 millions de téléspectateurs[9] (première diffusion)

- Brian Van Holt (Jeff Kullen)
- Emma Caulfield (Lauren)
- W. Earl Brown (Chief Wade)
- Hutch Dano (Butler)
- Jeff Fahey (Pike)
- Aubrey Fitzgerald (Grace)
- John Lorenz (Macawi)
- Justin Jairm (Calamity)
- Gregory Cruz (Rick Thorpe)
- James Adam Tucker (Corrections Officer Tolan)
- Rolando Breathwaite (Banger #1)
- Curtis Nelson II (Banger #2)
- Ty Upshaw (Deputy Ramos)
- Monica Garcia (Deputy Los)
- Steven Williams (Cannonball)
- Jill Remez (Commander Lopes)
- Karole Foreman (Sally)
- Kelly LaMarr (Commander Dunn)
- Tyson Sullivan (Ryan Deacon)

### Épisode 6:Erreurs de jeunesse
- États-Unis /  Canada : 9 mars 2017 sur CBS / CTV
- France : 9 novembre 2017 sur Série Club

- États-Unis : 4,07 millions de téléspectateurs[10] (première diffusion)

- Rene Rosado (Evan Corolla)
- Charles Baker (Clancy Trussell)
- Temitade Adepoyib (Booking Officer Jenny Rothert)
- Jamie McShane (Special Agent Gerald Lynch)
- Anthony M. Bertram (Agent Braiden McManus)
- Matthew Yang King (Agent Lawrence Park)
- Blake Burt (Young Tommy)
- Parker Contreras (Young Evan)
- Reid Miller (Young Luke)
- Janelle Froehlich (Zoe Collins)
- Brian Konowal (Boonie)
- John Livingston (Store Owner)
- Javier Calderon (Sinaloan Capt. Nicolas Pichardo)

### Épisode 7:Quid Pro Quo
- États-Unis /  Canada : 8 avril 2017 sur CBS / CTV
- France : 9 novembre 2017 sur Série Club

- États-Unis : 2,53 millions de téléspectateurs[11] (première diffusion)

- Tom Wilson (Gary Millstone)
- Gail O'Grady (Claire Millstone)
- Derek Gaines (Thief #1/Lou)
- Ian Reed Kesler (Thief #1/Danny)
- Myk Watford (Parker)
- Nadine Ellis (Regina Finney)
- David Cade (Michael)
- Anna Khaja (Kathy Meyers)
- Antoinimar Murphy (Robin Meyers)
- Vince Lozano (Chuck)
- Virgina Montero (Silvia)

### Épisode 8:Sur la corde raide
- États-Unis /  Canada : 15 avril 2017 sur CBS / CTV
- France : 16 novembre 2017 sur Série Club

- États-Unis : 2,6 millions de téléspectateurs[12] (première diffusion)

- Louis Herthum (Henry Hollister)
- James Paxton (Bobby Hollister)
- Troy Ruptash (Leon Sliger)
- Tony Amendola (Mike Reo)
- Christine Corpuz (Michelle)
- Michael McGrady (Sam O'Keefe)
- Connor Kalopsis (Young Frank)
- Sam Trammell (Emmet Rourke)
- Lela Rochon Fuqua (Mrs. Craig)
- Jasper Cole (Jacques De Leon)
- Earl T. Kim (Tiny Tim)

### Épisode 9:Le Grain de sable
- États-Unis /  Canada : 22 avril 2017 sur CBS / CTV
- France : 16 novembre 2017 sur Série Club

- États-Unis : 3,24 millions de téléspectateurs[13] (première diffusion)

- Cassius Willis (Billy Craig)
- Lela Rochon Fuqua (Mrs. Craig)
- Michael Weaver (Todd Barber)
- Davida Williama (Kelly Price)
- Marco Sanchez (Dinardo)
- Amari O'Neil (Sean)
- Alan Rosenberg (Jack Rawls)
- Amir O'Neil (Sean Double)
- Chidi Ajufo (Cuddy)
- Edward McClain (Raw Dogg)
- Van Epperson (Phil Tucker)
- Roberta Hanlen (Mrs. Cheney)
- Rachel O'Meara (Mrs. Bush)

### Épisode 10:Castingsauvage
- États-Unis /  Canada : 29 avril 2017 sur CBS / CTV
- France : 23 novembre 2017 sur Série Club

- États-Unis : 2,66 millions de téléspectateurs[14] (première diffusion)

- Sofia Vassilieva (Chelsea Brown)
- Jim Piddock (Abel Cribbs)
- Lou Diamond Phillips (Thurman Ballesteros)
- Scottie Thompson (Sofia Knowles)
- Sam Huntington (Seth Kemp)
- Christopher Cousins (Ken Patterson)
- Winston James Francis (Derek Loomis)
- Priscilla Quintana (Lorianne Salvatore)
- Bre Mueck (Jessica McClane)
- Ernie Gonzalez (Pool Guy #1)
- George Paez (Pool Guy #2)
- Maurice Whitfield (Uniform Kevin Wells)

De nombreux call-girls, toutes affiliées à Holly disparaissent. L'une d'entre elles, Sofia est retrouvée morte, dans une ruelle. Franck et Kyle remontent jusqu'à un dangereux malfrat, Thurman Ballesteros. Rourke soupçonne Ballesteros d'être en lien avec un membre de la police qui lui permet systématiquement de bénéficier de vices de procédures, empêchant son incarcération. Une deuxième piste mène à un cinéaste déchu, Abel Cribbs, jadis une star d'Hollywood et à son inquiétant majordome.

### Épisode 11:Fausses pistes
- États-Unis /  Canada : 6 mai 2017 sur CBS / CTV
- France : 23 novembre 2017 sur Série Club

- États-Unis : 3,22 millions de téléspectateurs[15] (première diffusion)

- Max Martini (Jack Ivers)
- Alex Quijano (Noah Boudreau)
- Anthony Jennings (Sherman Tucker)
- Noel Gugliemi (Moreno)
- Bricia Marquez (Lulu)
- Karan Oberoi (Sadiq)
- Carl Donelson (Manuel)
- Kevin Chamberlin (Bill Marks)
- Kirk Bovill (Gun Shop Customer)
- Crystal Lee Brown (Paramedic)
- Magi Avila (Dance Instructor)
- Michael Cimino (Young Sadiq)
- Anna Lore (Kat)
- Zachary Radvansky (Alec)

### Épisode 12:Prêt à protéger et servir, première partie
- États-Unis /  Canada : 13 mai 2017 sur CBS / CTV
- France : 30 novembre 2017 sur Série Club

- États-Unis : 2,6 millions de téléspectateurs[16] (première diffusion)

- Cassius Willia (Billy Craig)
- Al Coronel (The Contact/Stephan Delaney)
- Max Martini (Jack Ivers)
- Noel Gugliemi (Moreno)
- Nick Chinlund (Tim Wallace)
- Raymond J. Barry (Lou Jacobs)
- Tom Berenger (Stan Gursky)
- Dominick LaRae (Delvon "Teflon" Lincoln")

Rourke missionne Moreno et son gang afin d'enlever Ivers. Franck est bien décidé à savoir en quoi Ivers, en vérité, un agent de la CIA est impliqué dans la mort de Billy Craig. Il le pend pour cela au dessus du vide, menaçant de le laisser tomber.
De son côté, en quête de réponses concernant la mort de son père, Craig rend visite aux rois mages, Lou Jacobs, Stan Gursky et Tim Wallace. Wallace était un membre de l'équipe d'Alonzo Harris. C'est Wallace qui a découvert le corps de Billy Craig. D'abord évasif, l'ex-policier reconverti dans la sécurité privée, révèle à Craig que Rourke était présent lorsqu’il a découvert le cadavre de Billy et qu'il ne lui a peut-être pas dit toute la vérité. Peu après, Craig a une confrontation musclé avec Lockhart. Le policier refuse de continuer à espionner l'unité spéciale mais Lokhart lui rappelle qu'elle est la seule à connaître la véritable nature de sa mission et qu'il finira en prison, avec Franck et les autres policiers corrompus car Lokhart est bien déterminée à tous les voir tomber. 

### Épisode 13:Prêt à protéger et servir, deuxième partie
- États-Unis /  Canada : 20 mai 2017 sur CBS / CTV
- France : 30 novembre 2017 sur Série Club

- États-Unis : 2,54 millions de téléspectateurs[17] (première diffusion)

- Cassius Willia (Billy Craig)
- Max Martini (Jack Ivers)
- Joaquim de Almeida (Manijvar)
- Noel Gugliemi (Moreno)
- Nick Chinlund (Tim Wallace)
- Carlos Leal (Ruiz/El Jaguar)
- Andy McDremott (Jeff Kern)
- Evan Bittencourt (Ramiro)
- Elena Diaz (Maria)
- Ai-Chan Carrier (5-Year-Old Rebeca)
- Tehmina Sunny (Lina)
- Philip Tan (Brokenclaw)
- Jose Gamez Ugalde (Las Viboras Police Officer #1)
- Emanuel Borria (Las Viboras Police Officer #2)

Au début de cet épisode, on découvre que c'est un policier qui a abattu Billy Craig et que c'est Franck qui est arrivé le premier sur le lieu de la fusillade. Peu après, celui-ci annonce à Holly qu'il quitte la ville. Holly tente de le dissuader mais en vain.
Alors qu'il prépare sa fuite, Rourke voit arriver Kyle. Le jeune policier veut récupérer les clés que lui a subtilisé Franck. Rourke se voit forcer de le neutraliser et Kyle appelle le détective Chavez à l'aide. Tous deux rendent visite à Lockart, sur son lit d’hôpital et grâce aux informations qu'elle leur donne, Chavez réussit à localiser l'emplacement du coffre qu'ouvre les clés, que Franck a en sa possession. Chavez dissimule cette information à Craigh et informe le commandant Ruiz surnommé "El Jaguar", un officier de police mexicain, en accointance avec le cartel de la drogue, la Fraternidad, que Franck est en route pour braquer la banque. 
Aidés de renforts inattendus, Franck réussit à mettre la main sur le dossier "Leviathan". Mais il est arrêté et soumis à la torture par Ruiz et Jack Ivers, venu en renfort. Ivers cherche à savoir ce que Franck sait de Leviathan et de la mort de son coéquipier. En parallèle, Kyle soumet Manijvar à un interrogatoire musclé afin de connaître la localisation de Rourke et demande de l'aide à Tommy et Rebecca. L'unité recomposée, aidée de Moreno et de deux mercenaires réussit à délivrer son mentor. Dans la confrontation, Ivers réussit à s'échapper et à brûler le dossier. La seule preuve qui en résulte est une photo montrant Tim Wallace et Jack Ivers se serrant la main.
Les deux policiers retournent voir Wallace. L'ex-policier leur dit qu'ils ont ouvert la boîte de pandore et que Léviathan les dépasse. Pour cela, ils risquent tous trois leur vie. A court d'arguments, Wallace les informe que c'est bien lui qui a tiré sur Billy Craigh mais qu'en revanche, la mort de son ex-coéquipier, Jeffrey Kerns n'est pas de son fait. Il dit qu'"Ils" l'ont abattus sans révéler l'identité des mystérieux membres de cette organisation occulte. Au moment où Kyle va se faire vengeance, Rourke abat froidement Wallace et fait croire que c'est l'ex-policier qui a ouvert le feu, le premier.